# 邱立成
邱立成（1962年—），汉族，中华人民共和国政治人物、第十一届全国政协委员。
加入中国民主促进会，担任民进中央委员、天津市委副主委、南开大学经济学院副院长、教授。2008年，当选第十一届全国政协委员，代表中国民主促进会，分入第九组。并担任经济委员会专委。2018年2月24日，当选为第十三届全国人大代表。